# Oppidum du Castellan
L'oppidum du Castellan est un oppidum (lieu de refuge public, caractéristique de la civilisation celtique) situé sur la commune d'Istres (Bouches-du-Rhône), dans la région Provence-Alpes-Côte d'Azur en France. 
L'oppidum est perché sur un promontoire rocheux qui avance en le dominant du haut de ses 40,7 m l'étang de l'Olivier, sur sa rive sud. Il fut occupé du VIe siècle av. J.-C. jusqu'au Ier siècle de notre ère. Le plateau fait environ 300 mètres de long sur 130 de large.

## Historique des recherches
Joseph Thoret entreprend en 1937 les premières fouilles d'un abri sur le flanc de l'oppidum. En 1948, des membres de l'Association des amis du vieil Istres entreprennent de nouvelles recherches, conduites par Eugène Aquaron. Malheureusement, pour la plupart, les structures alors mises au jour sont aujourd'hui détruites. Ils découvrent aussi au pied de l'oppidum une villa gallo-romaine dite « villa de Sainte-Catherine », datée du Ier siècle apr. J.-C. Son mobilier est composé de murs peints, de gobelets et de monnaie de Vespasien. Un escalier aujourd'hui disparu se trouve à proximité ainsi que des débris de cuisine. Les fouilles se poursuivent en 1950, par Amar en 1977, et Marty en 2000.

## Géologie
Sur un terrain de craie et de grès vert, éperon rocheux en safre, composée de molasse coquillière. Sur les escarpements, on peut observer des couches, superposant les argiles marneuses et macignos dépendant de la formation du terrain à lignite qui occupe les sommets.

## Mobilier
On y a trouvé des pépins de raisins carboniséset de la céramique éolienne, grise à décor ondé, ionienne à pâte tendre rosâtre avec bandes circulaires, de couleurs rouge-brun, peut être de fabrication marseillaise, débris d'amphores à pâte micacée marseillaise, campanienne, portant un graffite grec : « ..A o Y...MAPI », et sur le pied : « A » (l'« o » minuscule ne dépassant pas le milieu de la ligne vers le bas ; grande patère d'Arezzo, incomplète portant deux cachets rectangulaires : « L. » « Titi ».
La plaque de cuisson en argile du IIe siècle, au décor à motifs complexes et à utilisation domestique, avérée par son usure. Y figure des dessins géométriques, double cadre rectangulaire cloisonné par deux lignes obliques qui se croisent au centre. Imprimé dans l'argile crue à l'aide d'une cordelette tendue, le dessin est complété par d'autres motifs sur son pourtour, aux angles et au centre du foyer, anneaux, plats et clefs en forme de pitons recourbés, exécutés par l'impression d'objets métalliques.
L’inscription rupestre de l'oppidum du Castellan est une inscription gallo-grecque, de langue gauloise et utilisant l'alphabet grec, profondément gravée (3 à 4 cm) sur une paroi rocheuse à 2,40 mètres du sol.
Les lettres mesurent près de 20 centimètres de haut.
On note que le « M » est ligaturé au « A » à barrette brisée. Cette inscription date probablement du IIe – Ier siècle av. J.-C..

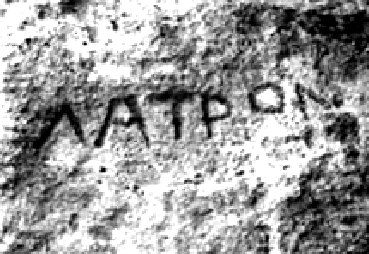
L'inscription rupestre de l'oppidum du Castellan.

L'inscription est : « ΜΑΤΡΟΝ ». Sa traduction, effectuée par Pierre-Yves Lambert en 2003, est  : « Appartenant aux mères ».
On reconnaît ici le mot gaulois matron. Il s'agit d'un génitif pluriel du gaulois matir, la mère. Le caractère monumental de l'inscription invite à privilégier l'idée qu'il s'agit d'une dédicace faite à des déesses mères. Cette fouille au pied du rocher fut poussée jusqu'au sol de galets sur une longueur de 4 mètres et 2,2 m de profondeur, n'a pas donné de débris de poterie.

## Muraille
Quelques vestiges de la fortification du Ier siècle av. J.-C. sont encore visibles au nord et nord-est, c'est un rempart-terrasse (M2) dont la datation est fournie par le mobilier pris dans le remblai de la construction. Il a pu être dégagé sur une longueur de 9,2 m. En hauteur il est conservé à l'ouest à 1,6 m. Le mur se poursuit plus à l'est, attesté par la présence de blocs identiques. La première assise est formée de blocs grossièrement équarris d'une longueur de 1,5 m. Les pierres de cet édifice furent extraites sur place. Elles sont en calcirudite jaunâtre, vindobonienne, riche en débris coquilliers et contenant de rares esquilles d'ossements de vertébrés.

## Habitations
Des habitations gauloises du VIe siècle av. J.-C. ont été mises au jour. La Société des amis du vieil Istres a dégagé une case à abside avec un trou de poteau central, et a découvert de la céramique éolienne, grise à décor ondé à profusion, ionienne à pâte tendre rosâtre, avec des bandes circulaires d'un rouge-brun, pouvant éventuellement être d'origine marseillaise, campanienne et portant un graffite grec.
L'habitation avec certains aménagements (four à pain, foyer en U), et dans cette même habitation, la plaque de cuisson en argile, aux décors à motifs complexes, sont datées du IIe siècle.